# San Cristóbal, Cuba
San Cristóbal là một đô thị và thành phố ở tỉnh Pinar del Río của  Cuba.

## Thông tin nhân khẩu
Năm 2004, đô thị San Cristóbal có dân số 70.830 người. Diện tích là 936 km² (361,4 mi²), với mật độ dân số là 75,7người/km² (196,1người/sq mi).